# Arizonahärmtrast
Arizonahärmtrast (Toxostoma bendirei) är en hotad fågel i familjen härmtrastar inom ordningen tättingar. Den förekommer i sydvästra USA och västra Mexiko.

## Utseende och läten

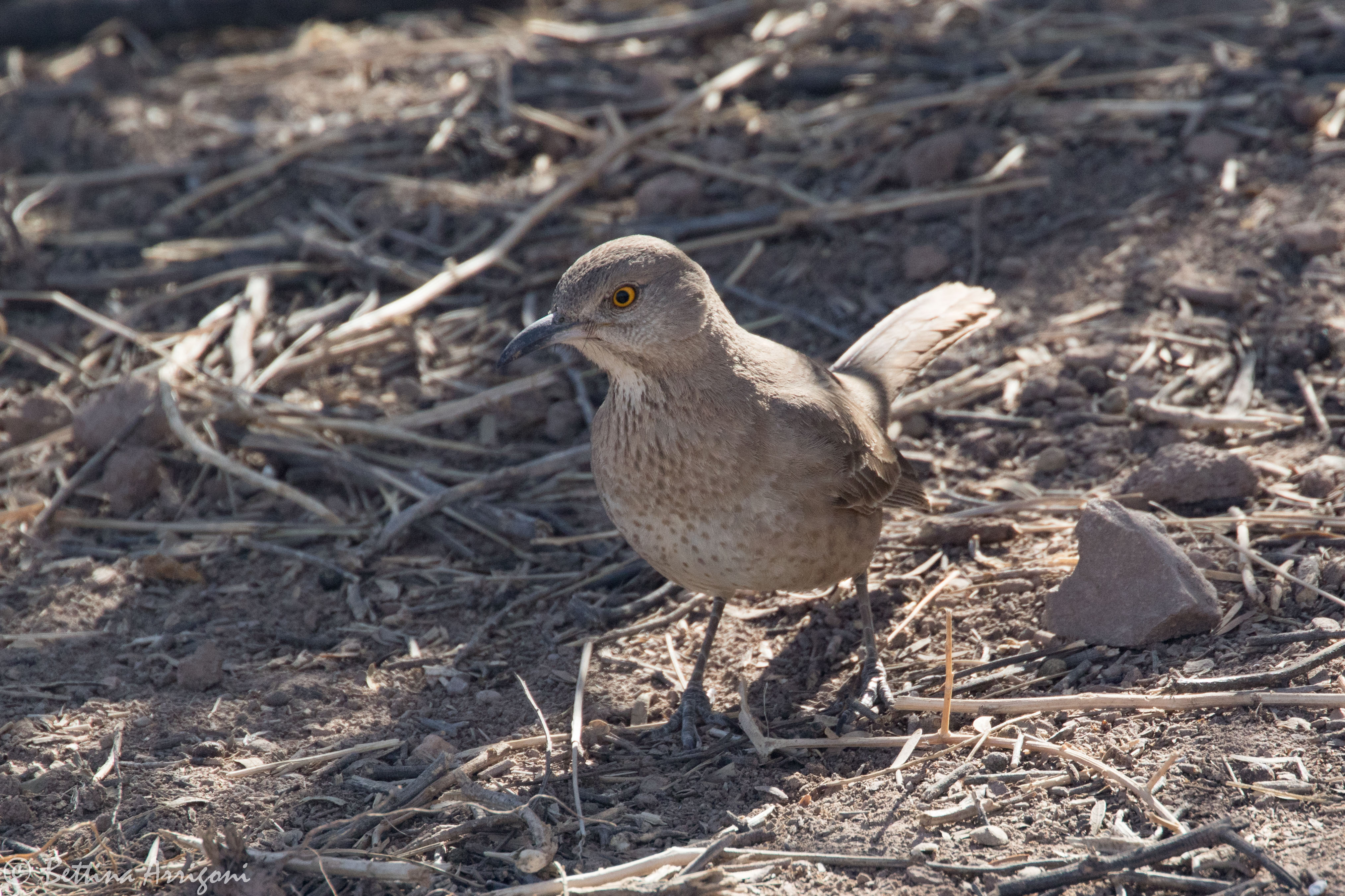

Arizonahärmtrasten är en liten (25 cm) och nästan enhetligt brun härmtrast. Den skiljer sig från mycket lika bågnäbbad härmtrast genom mindre storlek, kortare och rakare näbb, ljusare gul iris och små trekantiga fläckar, ej runda, på bröstet. Vidare har den ett beigefärgat, ej mörkt, mustaschstreck medan flankerna är beigebruna snarare än grå. Sången består av halvmusikaliska trastlika visslingar och tjattrande ljud. Lätet beskrivs i engelsk litteratur som ett lågt och hest "chuk".

## Utbredning och systematik
Arizonahärmtrasten förekommer i sydvästra USA och västra Mexiko. Den behandlas antingen som monotypisk eller delas in i tre underarter med följande utbredning:
- Toxostoma bendirei bendirei – förekommer från torra sydvästra USA till nordvästra Mexiko (norra Sonora)
- Toxostoma bendirei candidum – förekommer i Sonoraöknen i västra Mexiko (västra Sonora)
- Toxostoma bendirei rubricatum – förekommer i centrala och södra inlandet i sydöstra Sonora och kusten nära ön Tiburón

Arten är stannfågel i söder och kortflyttare i norr.

## Levnadssätt
Arizonahärmtrasten hittas i torra gräsmarker blandat med buskar eller yuccapalmer. Den ses vanligen enstaka och är då rätt skygg där den födosöker på marken efter insekter och frön. Fågeln lägger ägg från slutet av mars och april i Kalifornien, i Arizona tidigare. I söder lägger den normalt två kullar per säsong, i norr möjligen bara en.

## Status och hot
Arizonahärmtrasten tros minska relativt kraftigt i antal. Internationella naturvårdsunionen IUCN kategoriserar den därför som sårbar. Den beskrivs som relativt ovanlig, dock ganska vanlig i Mexiko. Beståndet uppskattades 2019 till 83 000 vuxna individer.

## Namn
Fågelns vetenskapliga artnamn hedrar den tysk/amerikanske soldaten, oologen, samlaren och fältforskaren Charles Emil Bendire (1836-1897). Tidigare kallades den bendirehärmtrast även på svenska, men tilldelades 2023 ett mer informativt namn av BirdLife Sveriges taxonomikommitté.